# Ceprano 1

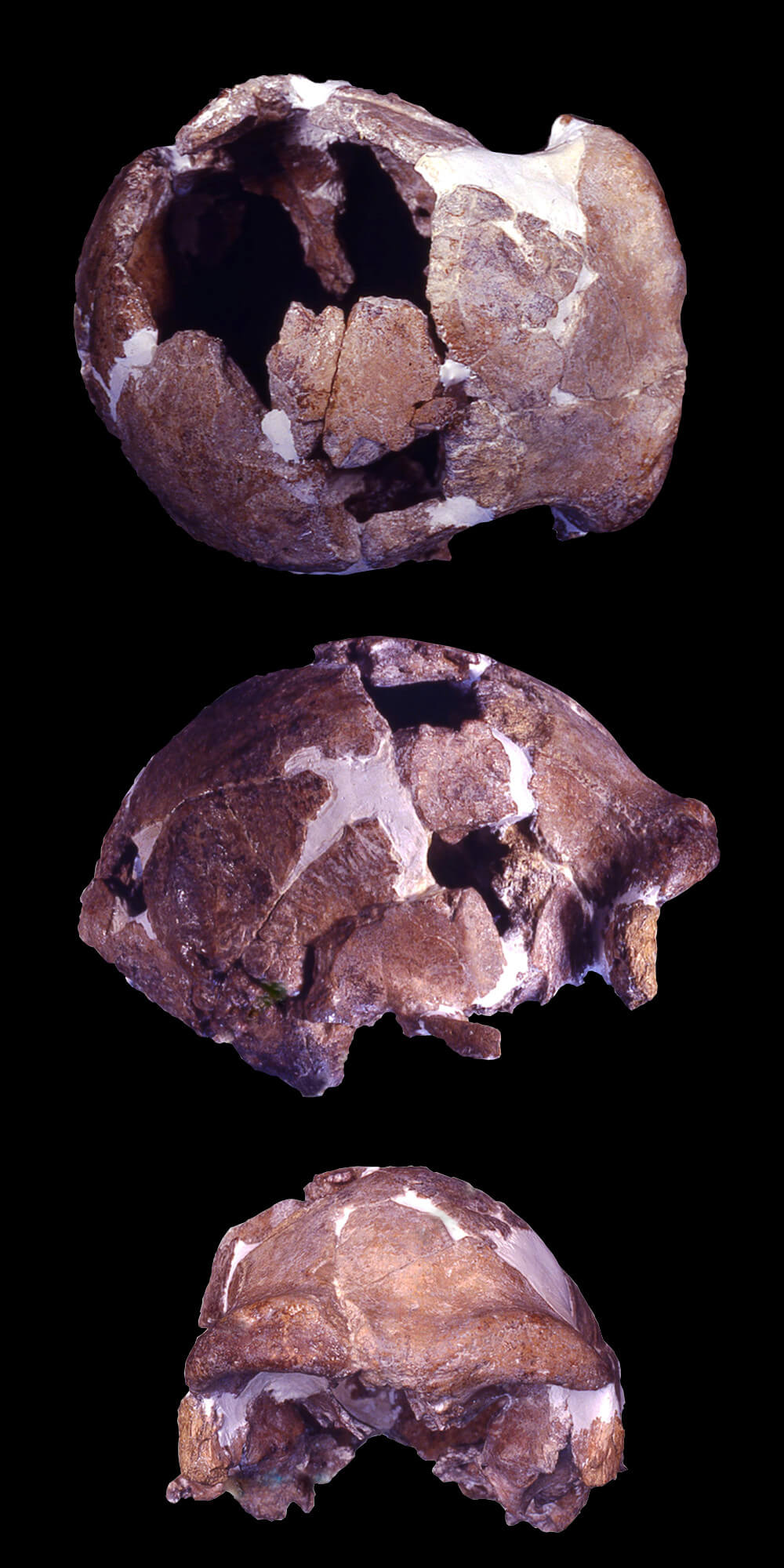
Von oben nach unten:
• Blick auf den Schädel von oben
• Blick auf die rechte Seite (ganz rechts vorstehend: der Überaugenwulst)
• Blick von hinten

Ceprano 1 (auch: Homo cepranensis oder „Ceprano-Mensch“) ist die Bezeichnung für ein hominines Schädeldach, das im März 1994 in Italien, in der südlich von Rom gelegenen Provinz Frosinone, geborgen wurde. Der Archäologe Italo Biddittu, der das Fossil im Gebiet Campogrande entdeckt hatte, interpretierte den Fund als Beleg für eine neue, zuvor unbekannte Art und benannte im Jahr 2003 das Epitheton, cepranensis, nach der nahe zum Fundort gelegenen Stadt Ceprano. Das Fossil, dessen linkes Scheitelbein und dessen Schädelbasis nur teilweise erhalten sind, war bei Straßenbauarbeiten in einer Lehmschicht zutage getreten und erst vom Bagger – in rund 50 Bruchstücke – zerdrückt worden.
Der „Ceprano-Mensch“ ist ein Einzelfund. Die Bezeichnung Homo cepranensis gilt heute – ähnlich Homo steinheimensis – als bloßer Verweis auf den Fundort des Fossils, kennzeichnet jedoch keine Art, ist also kein Taxon. Verwahrort des Schädels ist die Soprintendenza Archeologica del Lazio e dell'Etruria meridionale in Rom.

## Forschung
Das Schädeldach konnte zunächst nicht sicher datiert werden. Der Lehmschicht, aus der man es barg, wurde eine Altersobergrenze von ca. 880.000 Jahren und eine Altersuntergrenze von ca. 460.000 Jahren zugeschrieben. In den  Fachveröffentlichungen der italienischen Paläoanthropologen wurde daraufhin das Alter teils mit 700.000 Jahren angegeben, teils sogar auf 800.000 bis 900.000 Jahre geschätzt. Im Jahr 2010 ergab eine neuerliche Datierung hingegen ein Alter von 385.000 bis 430.000 Jahren.
Die Merkmale des Schädeldachs waren im Jahr 2003 im Zusammenhang mit der Zuordnung zu „Homo cepranensis“ als abweichend von Homo ergaster, Homo erectus und Homo heidelbergensis interpretiert worden; eine morphologische Nähe wurde hingegen zu Homo rhodesiensis gesehen. Im Jahr 2010 wurde diese Deutung im Grundsatz bekräftigt: Aus einer verbesserten Rekonstruktion des Schädels wurde abgeleitet, dass seine Merkmale eine Mosaikform darstellen, ein evolutives Zwischenglied zwischen Homo ergaster / Homo erectus und den jüngeren Arten Homo heidelbergensis und Homo rhodesiensis. Nicht ausgeschlossen wurde zudem – im Falle eines sehr hohen Alters – eine Nähe zu den als Homo antecessor bezeichneten Funden aus Spanien. Im Jahr 2017 wurde schließlich eine digitale Rekonstruktion veröffentlicht, die den Fund – passend zum Alter von rund 400.000 Jahren – dem Homo heidelbergensis zuschrieb.

## Belege
1. ↑  Francesco Mallegni, Emiliano Carnieri, Michelangelo Bisconti, Giandonato Tartarelli, Stefano Ricci, Italo Biddittu und Aldo Segre: Homo cepranensis sp. nov. and the evolution of African-European Middle Pleistocene hominids. In: Comptes Rendus Palevol. Band 2, Nr. 2, 2003, S. 153–159, doi:10.1016/S1631-0683(03)00015-0.
2. ↑  Gary J. Sawyer, Viktor Deak: Der lange Weg zum Menschen. Lebensbilder aus 7 Millionen Jahren Evolution. Spektrum Akademischer Verlag, Heidelberg, 2008, S. 155.
3. ↑  Antonio Ascenzi et al.: A calvarium of late Homo erectus from Ceprano, Italy. In: Journal of Human Evolution. Band 31, Nr. 5, 1996, S. 409–423, doi:10.1006/jhev.1996.0069.
4. 1 2  Giorgio Manzi et al.: A cranium for the earliest Europeans: Phylogenetic position of the hominid from Ceprano, Italy. In: PNAS. Band 98, Nr. 17, 2001, S. 10011–10016, doi:10.1073/pnas.151259998.
5. ↑  Giorgio Manzi et al.: The new chronology of the Ceprano calvarium (Italy). In: Journal of Human Evolution. Band 59, Nr. 5, 2010, S. 580–585, doi:10.1016/j.jhevol.2010.06.010.
6. ↑  Eintrag Ceprano 1 in Bernard Wood (Hrsg.): Wiley-Blackwell Encyclopedia of Human Evolution. 2 Bände. Wiley-Blackwell, Chichester u. a. 2011, ISBN 978-1-4051-5510-6.
7. ↑  Ronald J. Clarke: A corrected reconstruction and interpretation of the Homo erectus calvaria from Ceprano, Italy. In: Journal of Human Evolution. Band 39, Nr. 4, 2000, S. 433–442, doi:10.1006/jhev.2000.0426.
8. ↑  Antonio Ascenzi et al.: A re-appraisal of Ceprano calvaria affinities with Homo erectus, after the new reconstruction. In: Journal of Human Evolution. Band 39, Nr. 4, 2000, S. 443–450, doi:10.1006/jhev.2000.0425.
9. ↑  Bernard Wood, Nicholas Lonergan: The hominin fossil record: taxa, grades and clades. In: Journal of Anatomy. Band 212, Nr. 4, 2008, S. 362, doi:10.1111/j.1469-7580.2008.00871.x, Volltext (PDF; 292 kB) (Memento vom 20. Oktober 2012 im Internet Archive).
10. ↑  Fabio Di Vincenzo et al.: Digital reconstruction of the Ceprano calvarium (Italy), and implications for its interpretation. In: Scientific Reports. Band 7, Artikel-Nr. 13974, 2017, doi:10.1038/s41598-017-14437-2.